# Anne Acheson
Anne Crawford Acheson (1882, Portadown, Condado de Armagh, Irlanda,- 1962) fue una escultora irlandesa. Recibió su formación en el  Victoria College, Belfast, la Escuela de Arte de Belfast y el Royal College of Art, Londres. Fue alumna de escultura de  Edouard Lanteri y expuso en la  Royal Academy e internacionalmente. Fue premiada con la Orden del Imperio Británico en 1919. Vivió en Londres y  Glenavy, Condado de Antrim, Irlanda del Norte.